# Constitución Política del Estado Libre y Soberano de Quintana Roo
La Constitución Política del Estado Libre y Soberano de Quintana Roo de 1975 es la actual ley suprema en la Entidad Federativa de Quintana Roo. Fue promulgada por el Congreso Constituyente el 9 de enero de 1975, reunido en la ciudad de Chetumal (capital del Estado), y entró en vigor el 12 de enero del mismo año. 
El Congreso Constituyente fue convocado por el Gobernador Provisional del Estado, David Gustavo Gutiérrez Ruiz, mismo que sería integrado con siete Diputados Propietarios y sus respectivos suplentes, y que tuvieron lugar el 10 de noviembre de 1974, debiendo quedar instalado el 25 de noviembre de 1974.
En cumplimiento a estos mandatos constitucionales, a las 11:35 horas del 25 de noviembre de 1974, celebrando su primera sesión ordinaria en el auditorio del edificio del entonces C.R.E.A. - actualmente Teatro Constituyentes de 1974-, quedó legítimamente constituida la Legislatura Constituyente del Estado Libre y Soberano de Quintana Roo.
Los Constituyentes, en sesión del 4 de diciembre de ese año, dieron entrada al anteproyecto de ley presentado por el Ejecutivo, David Gustavo Gutiérrez, para dotar al Estado de su propia Constitución Local. El 9 de enero de 1975 fue aprobada la Constitución Política del Estado Libre y Soberano de Quintana Roo y promulgada el 12 de enero del mismo año en el Diario oficial del Gobierno del Estado de Quintana Roo, número 1, tomo I, segunda época”.En 1999

## Antecedentes históricos
El territorio de Quintana Roo surgió como una necesidad histórica de nuestro país, al cabo de varias fechas de que sufrió distintos procesos de cambio y que fueron consolidando su vida interna hasta alcanzar su mayoría de edad en 1974. 
La historia de Quintana Roo, como Estado, comienza en 1902 cuando por Decreto presidencial, de quien entonces era Presidente de la República, el general Porfirio Díaz Mori, se crea el Territorio Federal de Quintana Roo el 24 de noviembre de ese mismo año.
Sin embargo, para una mayor comprensión de los procesos históricos que llevaron a la creación de Quintana Roo como un territorio independiente, y posteriormente, a la creación de su primera Constitución Local, misma que es el objeto de estudio de este ensayo, es preciso referenciar algunos de los principales capítulos de su existencia. 

### La Ley de Organización Política y Municipal
No sale quien envío el decreto a la unión.
El presidente de la República, Gral. Porfirio Díaz Mori, creó el 24 de noviembre de 1902 el Territorio Federal de Quintana Roo con una extensión de 50.000 km². El 25 de febrero de 1904 el presidente Díaz emitió el Decreto conocido como “''Ley de Organización Política y Municipal del Territorio de Quintana Roo''”, misma serviría como marco regulatorio de las actividades administrativas y de gobierno que habrían de realizarse en el territorio en tanto conservara dicho estatus de Territorio Federal.
Así entonces, el 27 de febrero de 1904 se publicó en el Diario Oficial de la Federación la Ley de Organización Política y Municipal del Territorio Federal de Quintana Roo, en la que se fijaron los límites y se asentaron las atribuciones del jefe político, los prefectos y comisarios y los ayuntamientos y los juzgados. Se especificaba que la capital del Territorio sería Santa Cruz de Bravo, contando a partir de entonces con 5 municipios (Payo Obispo, Bacalar, Xcalak, Campamento General Vega e Isla Mujeres; en Cozumel se instaló una junta municipal) hasta 1910; de esa fecha y hasta 1917 existieron 8 municipios divididos en tres Distritos de acuerdo con su situación geográfica: norte, centro y sur.
En 1913, luego de los acontecimientos sucedidos en el centro del país, mismos que permitieron que se produjera el Golpe de Estado que derrocó al presidente Francisco I. Madero  y colocara a Victoriano Huerta, mientras se restablecía el orden constitucional, decretó el 10 de junio de ese año en Piedras Negras, la supresión del Territorio de Quintana Roo y su primera anexión a Yucatán. 
Posteriormente Venustiano Carranza Garza, luego de la caída de la dictadura de Huerta, estando en Veracruz, el 26 de junio de 1915, dispuso el restablecimiento del Territorio Federal de Quintana Roo. Con la Constitución de 1917 en vigor, Quintana Roo contó con tres municipios: Isla Mujeres, Cozumel y Payo Obispo, sin embargo, la organización política del Territorio se modificó en 1917, con la creación de los municipios libres promulgada en la Constitución Política de los Estados Unidos Mexicanos. Quintana Roo quedó dividido en tres municipios: Cozumel, Isla Mujeres y Payo Obispo.
Durante la gestión del doctor José Siurob Ramírez, a fines de 1928, se decretó la desaparición de los municipios libres en los territorios federales, siendo sustituidos por delegaciones de gobierno, lo cual nuevamente dio al gobernador un poder centralizado y Quintana Roo quedó dividido en cuatro delegaciones con cabeceras en: Payo Obispo,  Santa Cruz, Cozumel e Isla Mujeres.
Durante la gestión del presidente Pascual Ortiz Rubio, decretó el 14 de diciembre de 1931, la supresión del Territorio de Quintana Roo, mismo que fue publicado en el Diario Oficial de la Federación el día 19 de ese mes. El 14 de diciembre de 1931 se decretó la anexión de Quintana Roo a los Estados de Yucatán y Campeche alegando que el Territorio, al no poder bastarse a sí mismo económicamente, representaba un enorme egreso para la federación. 
El 19 de marzo de 1934 llegó a Payo Obispo el general Lázaro Cárdenas del Río, candidato a la  Presidencia de la República, quien se comprometió en la restitución del Territorio. Dicha promesa fue, en efecto, cumplida y por decreto del 11 de enero de 1935, publicado en el Diario Oficial el día 16 siguiente, el presidente Cárdenas restituyó el Territorio Federal de Quintana Roo, con la misma extensión y límites con que fue creado el 24 de noviembre de 1902.
No obstante, Quintana Roo, a partir de 1931 hasta 1974, fue suprimido del sistema federalista y sus municipios fueron sustituidos por cuatro Delegaciones Políticas: Isla Mujeres, Cozumel, Felipe Carrillo Puerto y Payo Obispo (hasta 1936 y posteriormente con el nombre de Chetumal).
Finalmente, hacia inicios de 1974, Quintana Roo reunía las condiciones necesarias establecidas en el artículo 73 de la Constitución Política de los Estados Unidos Mexicanos, el cual dispone que para dejar su condición de Territorio debía: contar con una población mínima de 80 mil habitantes, ingresos propios suficientes para cubrir los gastos de administración pública, así como la existencia de infraestructura agrícola, industrial, comercial y educativa, entre otras.
El 2 de septiembre de 1974, durante el mandato del presidente Luis Echeverría Álvarez, esté envío al Congreso de la Unión una iniciativa de ley para que Quintana Roo y Baja California Sur fueran elevados a la categoría de Estados. Tras la aprobación de las legislaturas estatales, el 8 de octubre de 1974, Quintana Roo nació como  Estado libre y soberano  con los mismos límites y extensión que se le había otorgado en 1902. David Gustavo Gutiérrez Ruiz fue nombrado gobernador provisional.
El Decreto del 8 de octubre de 1974 emitido por el presidente Luis Echeverría significó para la Historia de México la consolidación del Territorio, el Federalismo y la Soberanía, pues restituyó los derechos electorales de los quintanarroenses, su forma federalista (no centralista) y aseguró la vigencia de la soberanía, a través de la creación de un marco normativo local que asegurara el desarrollo y progreso del Estado de Quintana Roo.

## El anteproyecto de Constitución
Con motivo de la creación del Estado Libre y Soberano de Quintana Roo –el 8 de octubre de 1974-, mediante Decreto por el que se reformó el artículo 43 de la Constitución Política de los Estados Unidos Mexicanos, expedido por el H. Congreso de la Unión y publicado en el Diario Oficial de la Federación el 8 de octubre de 1974, Quintana Roo fue creado como Estado integrante de la Federación. Luego entonces, el gobernador provisional, David Gustavo Gutiérrez Ruiz, convocó a elecciones para instalar el Congreso Constituyente, mismo que sería integrado con siete Diputados Propietarios y sus respectivos suplentes, y que tuvieron lugar el 10 de noviembre de 1974, debiendo quedar instalado el 25 de noviembre de 1974.
En cumplimiento a estos mandatos constitucionales, a las 11:35 horas del 25 de noviembre de 1974, celebrando su primera sesión ordinaria en el auditorio del edificio del entonces C.R.E.A. - actualmente "Teatro Constituyentes de 1974"-, quedó legítimamente constituida la Legislatura Constituyente del Estado Libre y Soberano de Quintana Roo.
Los Constituyentes, en sesión del 4 de diciembre de ese año, dieron entrada al anteproyecto de ley presentado por el Ejecutivo, David Gustavo Gutiérrez, para dotar al Estado de su propia Constitución Local. El 9 de enero de 1975 fue aprobada la Constitución Política del Estado Libre y Soberano de Quintana Roo y promulgada el 12 de enero del mismo año en el Diario oficial del Gobierno del Estado de Quintana Roo, número 1, tomo I, segunda época. 

### Cronología de su aprobación
Durante la Tercera Junta Preparatoria del Congreso Constituyente del Estado de Quintana Roo, realizada el 3 de diciembre de 1974, el C. Gobernador Provisional del Estado Libre y Soberano de Quintana Roo, Lic. David Gustavo Gutiérrez Ruíz presentó ante el Congreso, un anteproyecto de Constitución Política Local en 84 fojas útiles, misma que reunía algunas experiencias importantes de la vida local y algunos elementos indispensables para llevar al final el documento que rigiera la vida futura de la Entidad dentro del marco de la Constitución General de la República.
Asimismo, durante la Quinta Junta Preparatoria, celebrada el 5 de diciembre de 1974, se discute el anteproyecto de Constitución resaltando que, los puntos de vista sostenidos en dicho documento, garantizara la vida democrática y republicana de la nueva Entidad Federativa. 
Posteriormente, el 9 de diciembre de 1974, se forma una comisión especial cuya tarea sería el estudio del anteproyecto, quedando designados los señores diputados Mario Ramírez Canul, y Sebastián Estrella Pool, y los suplentes Gildardo Montufar y Luz Arévalo de Canul.
Resultando de dicho estudio, el dictamen por el cual queda declarada formalmente aprobada la Constitución Política del Estado Libre y Soberano de Quintana Roo el 10 de enero de 1975.

### Congreso Constituyente
El Congreso Constituyente se integró por los siguientes diputados:
- Lic. Pedro Joaquín Coldwell, Presidente y Diputado por el VI Distrito Electoral con cabecera en la isla de Cozumel;
- Q. F. B. Gilberto Pastrana Novelo, Vicepresidente y Diputado por el VII Distrito Electoral con cabecera en Isla Mujeres;
- Prof. Abrahám Martínez Ross, Secretario y Diputado por el III Distrito Electoral con cabecera en Bacalar;
- Lic. Mario Bernardo Ramírez Canul, Diputado por el I Distrito Electoral con cabecera en la ciudad de Chetumal;
- Arq. Alberto Villanueva Sansores, Diputado por el II Distrito Electoral con cabecera en Chetumal;
- C. José Flota Valdez, Diputado por el IV Distrito Electoral con cabecera en José María Morelos;
- Lic. Sebastián Estrella Pool, Diputado por el V Distrito Electoral con cabecera en Felipe Carrillo Puerto.

## Forma y estructura de la Constitución
El 10 de enero de 1975, el Congreso Constituyente promulgó la Constitución Política del Estado Libre y Soberano de Quintana Roo y el 12 de enero de 1975 se publicó el bando solemne por medio del cual el Ejecutivo Provisional del Estado expidió el decreto para que fuera impreso y se hiciera circular el texto constitucional a fin de que los habitantes de Quintana Roo pudieran tener acceso al conocimiento de la nueva Constitución.
La intención en este apartado es, determinar cuál es la estructura básica de dicho orden jurídico así como identificar los argumentos en que se basó el Constituyente para incorporar cada uno de los temas que comprendió la Constitución de 1975.

### Contenido
El contenido del texto constitucional estatal está dividido en nueve títulos:
- Título Primero: Capítulo Único. Principios Constitucionales. Arts. 1 – 11.
- Título Segundo: De las Garantías Individuales y Sociales.
  - Capítulo I. De las Garantías Individuales. Arts. 12 – 30.
  - Capítulo II. De las Garantías Sociales. Arts. 31 – 34.
- Título Tercero: De la Población.
  - Capítulo I. De los Habitantes. Arts. 35 – 36.
  - Capítulo II. De los Quintanarroenses. Arts. 37 – 45.
- Título Cuarto: Capítulo Único. Del territorio. Arts. 46 – 47.
- Título Quinto: De la División de Poderes. 
  - Capítulo I. Principios. Arts. 49 – 51.
  - Capítulo II. Del Poder Legislativo.
    - Sección Primera. De la Elección e Instalación de la Legislatura. Arts. 52 – 60.
    - Sección Segunda. De las Sesiones. Arts. 61 – 67.
    - Sección Tercera. De la Iniciativa y Formación de Leyes y Decretos. Arts. 68 – 74.
    - Sección Cuarta. De las Facultades de la Legislatura. Art. 75.
    - Sección Quinta. De la Diputación Permanente. Arts. 76 – 77.

  - Capítulo III. Del Poder Ejecutivo. 
    - Sección Primera. Del Gobernador. Arts. 78 – 89.
    - Sección Segunda. De las Facultades y Obligaciones del Gobernador. Arts. 90 – 91.
    - Sección Tercera. De la Administración del Ejecutivo. Arts. 92 – 95.

  - Capítulo IV. Del Poder Judicial. Arts. 97 – 111.
- Título Sexto: Del Patrimonio y Hacienda Pública del Estado. 
  - Capítulo I. Del Patrimonio. 112 – 114.
  - Capítulo II. De la Hacienda Pública. 115 – 125.
- Título Séptimo: De los Municipios. 
  - Capítulo I. Concepto y Fines de los Municipios. Arts. 126 – 128.
  - Capítulo II. De la Extensión, Límites y Cabeceras. Arts. 129 – 131.
  - Capítulo III. De la Creación, Supresión y Asociación de Municipios. Art. 132.
  - Capítulo IV. Del Patrimonio y Hacienda Pública Municipal. Arts. 138 – 143.
  - Capítulo V. Del Gobierno Municipal. Concepto de Integración. Arts. 144 – 147.
  - Capítulo VI. De la Elección del Ayuntamiento. Arts. 148 – 156.
  - Capítulo VII. De la Instalación del Ayuntamiento. Arts. 157 – 158.
  - Capítulo VIII. De las Facultades y Obligaciones del Ayuntamiento. Art. 160.
  - Capítulo IX. Del Gobierno Municipal y sus Titulares. Arts. 161 – 161 bis.
    - Sección Primera. Del Presidente Municipal. Arts. 162 – 163.
    - Sección Segunda. Del Síndico. Arts. 164 – 165.
    - Sección Tercera. De los Regidores. Arts. 166 – 167.

  - Capítulo X. De las Dependencias Administrativas Municipales y sus Titulares. Arts. 168 – 169 bis.
- Título Octavo: Capítulo Único. De la responsabilidad de los Servidores Públicos. Arts. 170 – 173.
- Título Noveno: Capítulo Único. De las Reformas a la Constitución. Art. 174.
- Artículos Transitorios. Artículo Primero - Artículo Decimotercero.

La Constitución Política del Estado de Quintana Roo en 1975 se dividió en 9 títulos. El Título Primero comprende un Capítulo Único “Principios Constitucionales” compuesto por los once primero artículos; cuyos temas de manera ordenada son: Libertad y Soberanía, Estado Federal, Jurisdicción, Gobierno Republicano y Pueblo, Democracia, ley suprema, igualdad, solidaridad, justicia y observancia.
El Título Segundo “De las Garantías Individuales y Sociales” está dividido en dos capítulos; el primero “ De las Garantías Individuales”, integrado por los artículos 12 al 29 y sus temas por orden son: asegurar las agrantias individuales; igualdad de habitantes, garantías irrenunciables, libertad de asociación, fuero exclusivo de los tribunales del Estado, la aplicación de la justicia exclusiva del Estado, prisión preventiva, forma de detención, garantías del orden criminal y penas exclusividad de la autoridad judicial. El Título Segundo “De las Garantías Sociales” integrado por los artículos del 31 al 34, cuyos temas en orden son: la organización de la familia, la educación, la propiedad, el trabajo.
El Título Tercero “De la Población” está compuesto por tres capítulos; el primero, “De los Habitantes”, integrado por los artículos 35 y 36, sus temas son: los habitantes y la obligación de los habitantes. El Capítulo II, “De los Quintanarroenses”, abarca del artículo 37 al 39, con el tema, quienes son los quintanarroenses. El Capítulo Tres “De los ciudadanos del Estado de Quintana Roo”, está formado por los artículos del 40 al 45 su tema es “quienes son los ciudadanos quintanarroenses”.
El Título Cuarto está compuesto por un Capítulo Único, “Del Territorio” y lo forman los artículos del 46 al 48 su tema es “el territorio”.
El Título Quinto “De la División de Poderes” está dividido por el Capítulo I “Principios” compuesto por los artículos del 49 al 51, el tema es “la división del poder”; el Capítulo II, “Del Poder Legislativo” está dividido en 5 secciones: De la Legislación e Instalación de la Legislatura, de las Facultades de la Legislatura y de la Diputación Permanente, los artículos que la integran son del 52 al 77; el Capítulo II “Del Poder Ejecutivo” está dividido en 3 secciones: Del Gobernador, De las Facultades y Obligaciones del Gobernador y De las Dependencias del Ejecutivo, sus artículos son del 78 al 96; el Capítulo IV “Del Poder Judicial” está integrado por los artículos del 97 al 111.
El Título Sexto “Del Patrimonio y Hacienda Pública del Estado” está dividido en dos capítulos: “Del Patrimonio” formado por los artículos del 112 al 114, su tema es los bienes del patrimonio del Estado, y “De la Hacienda Pública” integrado por los artículos 115 al 125 su tema es la hacienda pública.
Título Séptimo, “De los Municipios” está dividido por 10 capítulos: Concepto y Fines, formado por los artículos del 126 al 128, su tema es la libertad de los municipios; “De la Extensión, Límites y Cabeceras” lo conforman los artículos 129 al 131, su tema son las 7 divisiones del territorio; “De la Creación, Supresión y Asociación de Municipios”, capítulo formado por el artículo 132 al 137, su tema es la creación y asociación de municipios; “Del Patrimonio y Hacienda Municipal”, conformado por los artículos 138 al 143, su tema es la hacienda de los municipios; “Del Gobierno Municipal, Concepto e Integración”, formado por los artículos del 144 al 147, el tema órgano del gobierno municipal; “De la Elección del Ayuntamiento”, compuesto por los artículos 148 al 156, su tema la elección del gobierno municipal; “De la Instalación del Ayuntamiento”, compuesto por los artículos 157 al 159; “De las Facultades y Obligaciones del Ayuntamiento” compuesto por el artículo 160; “De los Titulares del Gobierno Municipal” dividido en 3 secciones: “Del Presidente Municipal” formado por los artículos 162 y 163; “Del Síndico”, formado por los artículos 164 y 165; “De los Regidores”, formado por los artículos 166 y 167 y, el último capítulo “De las Dependencias Administrativas Municipales y sus titulares” formado por los artículos 168 y 169.
El Título Octavo, con un Capítulo Único, “De la Responsabilidad de los Funcionarios y Empleados Públicos” compuesto por los artículos 170 al 173 y el Título Noveno “De las Formas de la Constitución” con un Capítulo Único y el artículo 174.

### Artículos transitorios
La Constitución Política del Estado Libre y Soberano del Estado de Quintana Roo de 1975 contempló 13 artículos transitorios. La naturaleza de dichos artículos fue preparar la conformación de los órganos representantes del poder constitucional en el Estado, por tal motivo, en el Primero se determina el respeto a la Constitución y su vigencia; el Segundo, la fecha para la elección del Gobernador, Legislatura Local y Ayuntamientos; el Tercero determina el proceso electoral y la publicación de los resultados; el Cuarto, la participación de los partidos políticos nacionales en las elecciones constitucionales; el Quinto, fecha para calificar la elección de los miembros de la legislatura; Sexto, fecha de las sesiones ordinarias de la legislatura del Estado; Séptimo, declaración del Gobernador Electo; Octavo, protesta del Gobernador Electo; Noveno, elecciones de los Ayuntamientos; Décimo, protesta de las autoridades del Ayuntamiento; Undécimo, organización municipal; Duodécimo, extensión de la vigencia de la legislación del territorio, y por último, en el decimotercero se consignó por única ocasión la separación de los cargos públicos 30 días antes de la elección correspondiente.

## Reformas
Las reformas y adiciones que ha sufrido la Constitución Local durante sus 34 años de vida tienden, en general, a perfeccionar los órganos de gobierno, tanto a nivel estatal como municipal, y al desarrollo empresarial y turístico que es de gran interés para la economía no solo de la entidad sino también de la federación. A estas reformas se les agregan otras de importancia irrelevante para aclarar ampliamente las imprecisiones del orden constitucional. En este apartado solo se mencionaran las reformas que ha sufrido la Constitución y que son, en parte, trascendentales para el desarrollo de Quintana Roo como Estado. 
Las reformas importantes son:
En número extraordinario del Periódico Oficial del 10 de noviembre de 1977, se reformó el artículo 52 en el que se designan ocho diputados electos en lugar de los 13 que mencionaba anteriormente; el artículo 145 se reformó reduciendo de 9 a 7 regidores para el caso de Othón P. Blanco y Benito Juárez, y al resto de los municipios se les resta un regidor para quedar en 5 en total.
Bajo el Decreto número 7 del 4 de agosto de 1978, se reformaron y adicionaron los siguientes artículos: 52, de 13 diputados se redujo a 8 diputados electos para integrar la Legislatura del Estado de Quintana Roo, asimismo, el artículo 52 bis determian la forma de elección de los 8 diputados mencionados; el artículo 53 bis redujo de 5 diputados a 3 que serán electos según el principio de representación plurinominal; el artículo 145 redujo de 9 a 8 regidores y en su fracción II de 6 síndicos a 1; el artículo 148 se reformó reduciendo el número de personas que debe postular cada partido político para los cargos de Presidente Municipal, Síndico y Regidor.
Bajo el Decreto número 106 del 12 de diciembre de 1980, se reformaron los artículos 52 y 52 bis, en el sentido de reducir de 13 diputados electos a 9 para integrar la Legislatura del Estado de Quintana Roo y el 52 bis redujo de 13 diputados electos a 9 para determinar la elección según el principio de votación mayoritaria.
Bajo el Decreto número 7 del 29 de mayo de 1981, se reformó el artículo 160, fracción XIV, en el sentido de asignar a la legislatura el nombre correcto de la III Legislatura Constitucional del Estado Libre y Soberano de Quintana Roo en lugar de la Legislatura del Estado Libre y Soberano de Quintana Roo; el artículo 160 se reformó para determinar el vocablo Ayuntamiento por Ayuntamientos.
Por Decreto número 91 del 31 de marzo de 1983, se reformaron los siguientes artículos: el 29 Constitucional determinaba “…jornalero y obrero no podrá ser castigado con multa mayor al importe de su jornal o sueldo de una semana”, para quedar de la siguiente manera “…jornalero, obrero o trabajador no podrá ser sancionado con multa mayor del importe de su jornal o salario de un día. La multa impuesta a los trabajadores no asalariados no excederá del equivalente de un día de su ingreso”. El artículo 30 determinaba “…impuestos o multas”, para quedar de la siguiente manera: “…impuestos o multas, ni el decomiso de los bienes en caso de enriquecimiento ilícito” en los términos del artículo 109 de la Constitución Política de los Estados Unidos Mexicanos y 170 de la Constitución Política del Estado. El artículo 75 especificaba en su fracción XXXVIII “…totalidad de los diputados”, y se reformó adicionándole “totalidad de los diputados siempre y cuando los miembros del ayuntamiento hayan tenido oportunidad suficiente para rendir las pruebas y hacer los alegatos que a su juicio convengan”. En la fracción XXXIX se especificaba “Designar a propuesta del Ejecutivo, a los integrantes de las juntas de gobierno municipales”, para ser reformado en el siguiente sentido: “Designar a los integrantes de las Juntas de Gobierno Municipal en los casos previstos por esta Constitución”. El artículo 143 prescribía: “la hacienda de los municipios del Estado se formará con las percepciones que establezca su ley de ingresos y demás disposiciones relativas y las que adquiera por conceptos de subsidios, participaciones, legados, donaciones o por cualquier otra causa”; para quedar de la siguiente manera:
“La hacienda pública de los municipios se formará con los rendimientos de los bienes que le pretenezca, las contribuciones y percepciones que establezca su Ley de ingresos y demás disposiciones relativas, y las que adquieran por:
a)	Contribuciones, incluyendo tazas adicionales sobre la propiedad inmobiliaria de su fraccionamiento, división, consolidación, traslación y mejora, así como las que tengan por base el cambio de los valores de los inmuebles.
Los municipios podrán celebrar convenios con el Estado para que este se haga cargo de algunas funciones relacionadas con la administración de esas contribuciones; b) los ingresos derivados de las prestaciones de los servicios públicos a su cargo.
No se establecerán ni concederán excepciones o subsidios respecto de las anteriores contribuciones a favor de personas físicas o morales, ni instituciones oficiales o privadas. Solo los bienes del dominio público de la Federación, o de los Estado o de los municipios estarán exentos de dichas contribuciones, o las participaciones federales que serán cubiertas por la Federación a los municipios con arreglo a las bases, montos y plazos que anualmente se determinen por la legislatura…”
El 28 de julio de 1993 se modificó la Constitución para crear el Municipio de Solidaridad. Desde su promulgación hasta abril de 1996 se emitieron 23 Decretos de reformas de más de 100 artículos del Documento original. 
Una de las últimas reformas, en marzo de 2008, importantes que se realizaron a la Constitución Local fue en torno al artículo 127, el cual hace referencia al número de municipios que conforman el Estado de Quintana Roo, y al cual se le adicionó el nuevo Municipio de Tulum. Los artículos relativos a materia electoral y organización administrativa son los que han tenido mayor número de modificaciones a lo largo de la historia legislativa para quedar de la siguiente manera: Al 12 de enero de 2009, la constitución local ha sufrido 52 reformas, cuenta con 169 artículos, de los cuales derivan 90 Leyes y Códigos estatales.